# Yonatthan Rak
Yonatthan Nicolás Rak Barragán, noto semplicemente come Yonatthan Rak (Montevideo, 18 agosto 1993), è un calciatore uruguaiano, difensore del Barracas Central.

## Caratteristiche tecniche
È un difensore centrale.

## Carriera
Cresciuto nel settore giovanile del Miramar Misiones, ha esordito in prima squadra il 24 agosto 2013 disputando l'incontro di Primera División Profesional perso 5-0 contro il Racing Montevideo.
Successivamente ha giocato anche nella prima divisione argentina.

## Palmarès

### Club

#### Competizioni nazionali
- Copa Argentina: 1

Central Córdoba (SdE): 2024